# Cas Son Espases

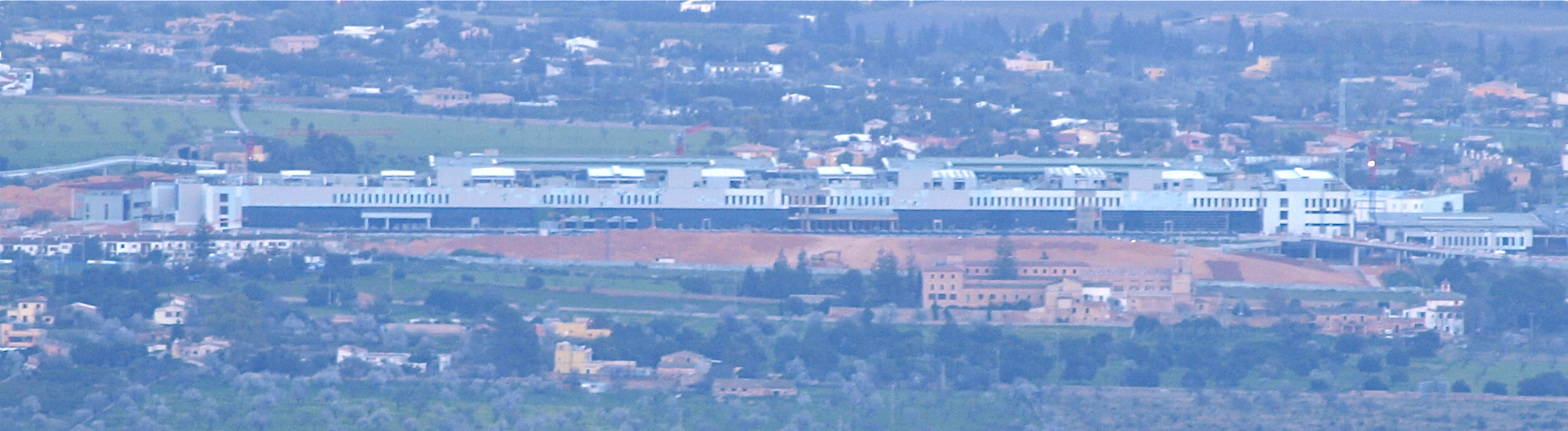
Hospital Universitari de Son Espases

El Cas Son Espases és un presumpte cas de corrupció sobre l'adjudicació de les obres de l'Hospital Universitari de Son Espases durant la legislatura 2003-2007, essent Jaume Matas President del Govern de les Illes Balears.

## Cronologia

### Aparició als mitjans i requeriment judicial
El 18 d'agost de 2014, el periodista del Diario de Mallorca Matías Vallés descobreix que la policia va exigir al Govern els documents originals de la concessió de l'hospital de referència a l'empresa ACS de Florentino Pérez, els March i els Fluxà. Es va formar una UTE formada per Dragados, FCC Construcciones, Llabrés Feliu Medioambiente S.L. i Melchor Mascaró S.L. L'altre principal competidora estava formada per Obrascón Huarte Lain S.A., Boris Lend Lease; Instalaciones Inabensa S.A. i la mallorquina Construcciones Pedro Francisco Ferrà Tur S.A.
La Policia Judicial de la Guàrdia Civil ja va requerir, el 2012, a la Conselleria de Salut documents sobre l'expedient de Son Espases. Les indagacions es van realitzar dins de l'anomenat cas Over, una peça separada del Palma Arena i que versa sobre una presumpta trama de corrupció al voltant de diverses administracions governades pel Partit Popular i l'agència de publicitat madrilenya Over Marketing. El jutge José Castro Aragón i la fiscalia anticorrupció investiguen, dins del sumari d'Over, si es va manipular un contracte públic per afavorir Over Màrqueting amb la redacció de l'anomenat Pla de Comunicació de Son Espases, és a dir la presentació del nou hospital públic de referència de les illes.

### Presumpte falsejament de concurs públic
L'exconsellera de Salut del PP entre 2003 i 2007 Aina Castillo va confessar, en unes indagacions obertes per la Fiscalia Anticorrupció temps enrere, que l'expresident del Govern Jaume Matas li va ordenar falsejar el concurs per a la construcció i explotació de l'hospital públic de referència a les illes, Son Espases, entre novembre de 2005 i desembre de 2006. La Fiscalia Anticorrupció va obrir, dos anys abans, unes diligències informatives (una investigació no judicial) per aclarir si en l'adjudicació de Son Espases, l'obra pública més gran impulsada pel Govern, es van cometre diversos delictes.
Aina Castillo i altres exresponsables de la conselleria de Salut, entre ells Javier Rodrigo de Santos López, exregidor d'Urbanisme a Cort i condemnat per malversació de cabals i abusos a menors, van declarar en les diligències de la fiscalia. Segons fonts jurídiques, Castillo va explicar a Anticorrupció com el llavors president del Govern Jaume Matas li va donar instruccions perquè la mesa de contractació donés la màxima puntuació a un dels licitadors. A la concessió es van presentar sis ofertes: les encapçalades per Sampol, Dragados (Grup ACS), OHL (Obrascon-Huarte Lain), Ferrovial, Testa i Acciona. La mesa de contractació va excloure Sampol i Ferrovial. Només quatre pliques van quedar en el concurs, sent les favorites OHL, el cap visible era el financer Villar Mir, i Dragados, liderada per Florentino Pérez Rodríguez i Esther Koplowitz. L'adjudicació va ser un procés polèmic i ple de vicissituds, que van acabar en els tribunals, ja que OHL, que va resultar perdedora, va formular un contenciós-administratiu contra el Govern i la UTE guanyadora, la de Dragados. La direcció econòmica de l'Ibsalut, davant la dificultat de valorar la documentació dels quatre aspirants, va contractar a la consultora externa Global PM Consultores SL. Aquesta firma, especialitzada en arquitectura i enginyeria, va subcontractar a Ernst & Young per avaluar els aspectes econòmics de cada projecte. Global valorar les quatre pliques i va donar la puntuació més gran a OHL, però Villar Mir no va guanyar el concurs a causa de l'entrada en escena dels col·legis professionals d'Economistes i d'Enginyers, Canals i Ports, cridats a donar una altra valoració diferent de la que va donar la consultora i que havia estat assumida per l'IB-Salut. De fet un informe de la subdirecció d'Obres i la subdirecció de Pressupostos del Servei de Salut de Balears, el juliol del 2006, va concedir 73,68 punts a OHL, enfront de 70,74 de Dragados. La intervenció dels col·legis professionals va ser suggerida pel Consell Consultiu de les Illes Balears, com a mesura per subministrar més informació a la taula de contractació a l'hora de fallar el concurs. Segons el recurs interposat per OHL contra l'adjudicació, va ser l'informe del Col·legi d'Enginyers el que va alterar el sistema de qualificació de la consultora, compartit pel Ibsalut. El resultat d'aquesta modificació va ser donar guanyadora a Dragados, que va resultar adjudicatària. Algunes de les persones que van comparèixer davant la fiscalia van esmentar l'existència d'un informe secret de Global, que mai hauria aparegut i que donava uns resultats del concurs diferents dels presentats oficialment.

### Concursos i comissions
L'empresari mallorquí Jaume Fluxà, imputat en el cas Bomsai, va ser investigat el juny del 2010 per, presumptament, cobrar comissions per intervenir entre empreses interessades en el concurs per a la construcció de l'hospital públic de Son Espases. Fluxà, segons documents confiscats a les seves oficines, es va reunir amb la llavors consellera de Salut Aina Castillo i també es va interessar per altres concursos públics convocats pel llavors conseller d'Interior José María Rodríguez. El Grup de Delictes Econòmics de la Policia va intervenir a la seu de les empreses i el domicili de Fluxà una abundant documentació, que va ser incorporada al sumari de Bomsai, la presumpta trama de corrupció al voltant dels concursos per construir el nou Parc Central de Bombers i la seu de la conselleria de Salut. Atles, una consultora implicada en el cas Bomsai, va contractar a Fluxà com el seu enllaç a les Balears per fer negocis amb les administracions públiques i amb empresaris privats. La documentació intervinguda, part de la qual va aparèixer en l'oficina de Fluxà al Polígon de Son Fuster (Palma), va revelar que destacades societats van encarregar a l'intermediari que contactés amb la consellera Aina Castillo, de cara al futur concurs per construir el nou hospital públic de les Illes Balears. Fluxà va menjar amb Castillo el gener de 2005, mesos abans del concurs, i li va transmetre la invitació dels seus clients per fer un viatge a París i conèixer de prop la "tecnologia mèdica" d'avantguarda. Aquest viatge no va arribar a realitzar-se.
L'Ibsalut va reclamar el 2003 a l'Ajuntament de Palma informació sobre possibles emplaçaments del futur hospital Son Dureta II (com així es deia Son Espases inicialment). El Govern va explicar que els terrenys havien de gaudir de determinades característiques, com una àmplia superfície, connexió amb la xarxa viària i possibilitat de futures ampliacions. El ple de Cort de 23 de setembre de 2003 va aprovar presentar al Govern quatre opcions per situar el futur hospital: la base militar General Asensio; Son Puigdorfila; Son Tugores-Son Espases Vell i Son Sardina. Menys d'un mes després, el 6 d'octubre, la subdirecció general d'Obres i Instal·lacions de l'Ibsalut va informar l'Ajuntament que la seva favorita, després d'haver visitat els quatre solars proposats era Son Espases Vell, la proposta número 3. Poques setmanes després, la comissió de govern municipal va decidir adquirir Son Espases, una operació que va ser ratificada pel ple el 23 de desembre següent. L'Ajuntament va pagar 7,2 milions d'euros per Son Espases, en una operació que va suscitar les crítiques de l'oposició i de veïns i entitats ciutadanes, que van crear el moviment Salvem la Real, per preservar l'entorn rústic del monestir. La congregació dels Sagrats Cors, un dels pilars de Salvem la Real, va arribar a presentar un recurs contenciós administratiu contra la compra de la possessió per destinar-la a sistema general d'equipament públic sanitari-docent. L'Ajuntament va haver de remetre al jutjat del contenciós-administratiu tot l'expedient sobre aquella operació. El 17 de novembre del 2004 l'Ajuntament va aprovar cedir gratuïtament al Govern Son Espases Vell. El Govern va inscriure l'immoble, valorat en 7.212.000 d'euros, a nom de l'Ibsalut. Segons va denunciar el grup municipal d'Esquerra Unida-Els Verds, el Govern estava pagant en aquells dies a 6 euros el metre quadrat de sòl rústic expropiat per l'autopista de Llevant, mentre que l'Ajuntament va abonar 27 euros per metre quadrat als propietaris de Son Espases Vell, que també era rústic.

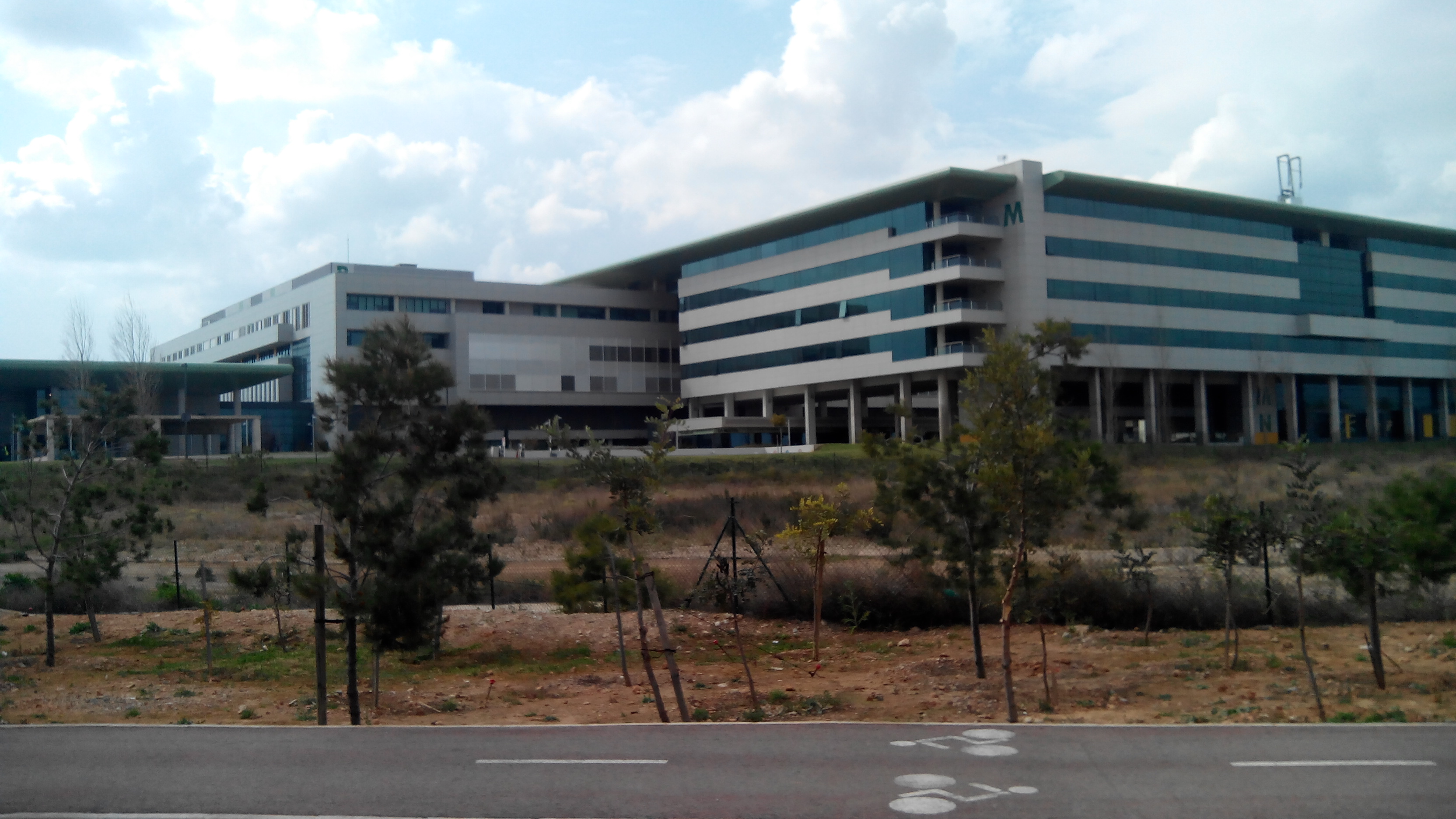

Aina Castillo protagonitza l'origen i el desenllaç d'aquesta rocambolesca història. El primer Pacte de Progrés governava Balears a la legislatura del 1999 al 2003. Hi havia un assumpte sanitari pacífic que era la imprescindible reforma de Son Dureta, dissenyada en el quadrienni anterior per l'executiu de Matas. No obstant això, durant un plenari va alçar la seva veu una diputada debutant del PP anomenada Aina Castillo. Davant l'estupor dels presents, inclosos els parlamentaris del seu partit, va anunciar que Balears necessitava un hospital de referència de nova planta. No es va concedir excessiva importància a les paraules d'una diputada inexperta. No obstant això, la carrera posterior de Castell obliga a concloure que el prestidigitador Matas assajava ja, des de l'altura olímpica del ministeri de Medi Ambient d'Aznar, el redoblament de tambor que el portaria a balancejar Son Espases entre Villar Mir i Florentino. La ciutadania hauria prestat més atenció a la tendra diputada conservadora, d'haver conegut l'existència d'un sopar que només es divulgaria un any després. L'àpat va tenir lloc a les proximitats del Santiago Bernabéu, la nit del 10 d'abril de 2002. El Madrid havia derrotat per dos a zero el Bayern a les semifinals de la Champions. Regnava l'eufòria en el conclave gastronòmic de dirigents del PP mallorquí, a estovalles amb la cúpula dels constructors insulars. Matas pronuncià les següents paraules als constructors: "L'any que vé, guanyarem les eleccions, construirem un hospital nou al marge de Son Dureta i ho farem a Son Espases". La qual cosa reduïa a fantasmagoria l'ulterior debat fingit entre diverses opcions. És molt possible que per aquest motiu, es produïssin les sospitoses compres de solars als voltants de la finca de Son Espases. Al sopar hi havia Mateu Sastre Juan d'Ibercon, que va adquirir la finca de la Real, i David Grande, fill de Vicente Grande, qui va comprar una finca també a les proximitats. El promotor Fausto Ferrero Fiol (Grup Fer), segons el relat que figura a les declaracions de la Policia, va comprar Son Coll, i Bartomeu Cursach Mas, Son Cabrer, si bé cap d'aquestes dues persones figura entre la llista de participants en el sopar. Segons la declaració d'un testimoni, també va tenir coneixement que Rustic va adquirir Son Espases. També hi soparen aquell dia Joan Bauzá Barceló, aleshores regidor de l'Ajuntament de Palma, Rafael Vidal Roca, en aquell moment responsable d'Urbanisme a Cort, Joan Antoni Ramonell, el metge Bartomeu Beltran Pons, un constructor sense identificar i el regidor d'Urbanisme de l'Ajuntament de Madrid Rafael Sastre. Segons explicà el testimoni als investigadors, la factura la va pagar el metge i expresident del Mallorca, Bartomeu Beltrán.

### Matas accedeix al poder
Quan Matas accedeix al poder, compleix les seves promeses. Aina Castillo no només obté un lloc de privilegi en les llistes electorals de 2003, sinó que és nomenada consellera de Sanitat. Casualment, Son Espases és l'opció triada per a l'hospital de referència. En publicar el sopar, el diputat nacionalista Pere Sampol va formular una pregunta a Matas al Parlament sobre el banquet. La resposta no va desentonar en l'oratòria del president. "Jo no responc a infàmies". Villar Mir guanya àmpliament el concurs per a la concessió de Son Espases, i se cita per escrit als quatre concursants el 21 de juliol de 2006 a la seu de l'Ib-Salut d'Aina Castillo, en plena era Matas. Un cop allà, el director econòmic de l'institut i president de la mesa de contractació, Juan Sanz Guijarro, no pronuncia el veredicte en contra del previst. S'escuda en les greus acusacions abocades sobre l'organisme per a "demanar més informació". Villar Mir havia encomanat la conquesta de Son Espases a José Magán, impulsor de centenars d'institucions hospitalàries i en l'actualitat director d'Edificació del conglomerat OHL de l'exministre. Villar Mir va reclamar pel contenciós, però no pel penal en contra de les promeses dels seus executius. Exigia ni més ni menys de 63 milions d'euros als contribuents.
El relat de l'exconsellera de Salut, que avui dia exerceix com a advocada i que no té cap relació amb la política, es completa amb la compareixença de l'exregidor de l'Ajuntament de Palma Javier Rodrigo de Santos, com també amb la del llavors director-gerent de l'Institut públic de Salut de Balears (IB-Salut), Sergio Bertrán. Ambdós haurien admès les instruccions de Matas, i l'existència d'un sobre que es va fer arribar fins a la mesa de contractació. Javier Rodrigo de Santos va ser interrogat a Madrid, i es desconeix el contingut exacte de les seves aportacions, que sense dubte seran claus per esbrinar el grau de manipulació del concurs i la gravetat del fet. Cal recordar que l'exregidor va tenir un enfrontament personal amb Jaume Matas amb motiu de la tramitació del polèmic hospital.
Prevaricació, tràfic d'influències i falsedat són els principals delictes que inclourà la querella que ja prepara la Fiscalia Anticorrupció pel cas de Son Espases. No hi figurarà, amb tota probabilitat, el suborn. La figura que major transcendència penal podria atorgar a les indagacions no serà en l'escrit del ministeri públic perquè de moment els indicis i les constatacions de què es disposen no fan pensar que es pugui acusar en aquest sentit. El fet de no incloure aquest tipus penal en la querella es deu que de moment les confessions i els elements dels quals disposa la Fiscalia Anticorrupció se centren més en la presumpta alteració del procediment d'adjudicació que no en una hipotètica obtenció de contrapartides per part de cap dels participants, inclòs el principal actor d'aquest nou episodi, Jaume Matas. Fins i tot la Fiscalia té la declaració escrita d'un participant en el sopar que es va realitzar a Madrid.
Una de les empreses descartades va ser la mallorquina Sampol, que també va recórrer la decisió. El seu president, Gabriel Sampol Mayol, va manifestar als informatius d'IB3TV que l'aleshores president del Govern Jaume Matas va acudir en persona a explicar-li que la seva empresa n'havia quedat fora. "Que li sabia greu. A mi em va semblar molt estrany que un president vagi a casa d'un participant en un concurs a donar explicacions. No ens va agradar això", va declarar, i va insistir en l'estranyesa que suposava per a un empresari rebre la visita privada d'un president per un assumpte com un concurs públic.
Javier Rodrigo de Santos, extinent d'alcalde d'Urbanisme de Palma, antic responsable de la Sanitat Pública a Balears i exresponsable de campanyes electorals del PP insular, ha confessat a la fiscalia anticorrupció que va rebre l'ordre de dalt de la Generalitat (el president Jaume Matas) per seleccionar, a finals del 2003, la finca de Son Espases Vell com a seu del futur hospital de referència de les illes. L'exregidor del PP de Palma va ser interrogat sobre la seva participació en el procés que, oficialment, va consistir a escollir i comprar amb fons de l'Ajuntament la finca per aixecar el futur hospital. Sergio Beltrán, exdirector gerent de l'Ib-salut i una persona clau en el procés d'adjudicació del centre hospitalari i molt pròxima a Matas, també ha estat interrogat per anticorrupció. Beltrán ha confirmat que es van produir en el procés estranys canvis de criteris i possibles tripijocs.
L'Ajuntament de Palma, a instàncies del Govern, no caminava amb embuts i va accelerar al màxim tots els tràmits per poder iniciar les obres de l'hospital de Son Espases. Prova d'això és que quan va remetre al Consell tota la documentació per propiciar el canvi de sòl de Son Espases, també va incloure el projecte complet del centre hospitalari.

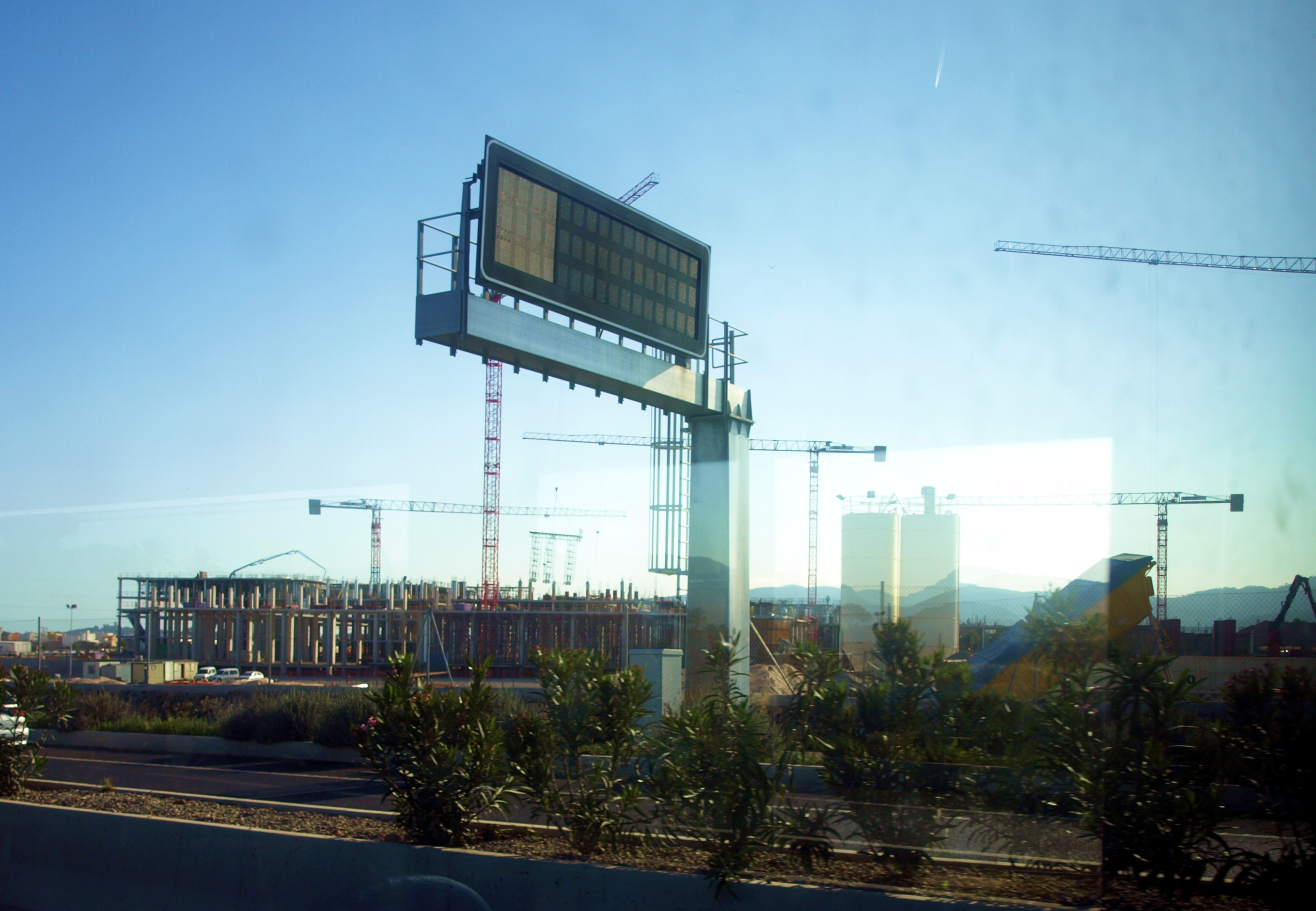
La construcció de Son Espases sempre ha estat envoltada de polèmica

Un jutge del Tribunal Superior de Justícia de les Illes Balears (TSJB) ja va expressar, pocs mesos després de l'adjudicació de Son Espases pel Govern (desembre de 2006), els seus dubtes "sobre l'obscurantisme" i les pressions polítiques en aquest concurs. El magistrat, Gabriel Fiol Gomila, va advocar per la suspensió cautelar de les obres del complex hospitalari, una mesura que el TSJB va descartar per majoria. El 27 de setembre del 2007 la sala contenciosa del TSJB, amb el vot en contra de Gabriel Fiol, es va oposar a la paralització dels treballs. La sala va denegar la suspensió perquè no va veure indicis suficients d'irregularitats en el concurs i causa dels perjudicis per a la ciutadania que comportaria la no construcció de l'hospital públic de referència de les illes. El magistrat, actual president de la sala contenciosa del TSJB, ha titllat de "molt discutibles" les raons que havien portat a la mesa de contractació de l'Ibsalut a adjudicar el projecte a Dragados.
La comunitat de Missioners dels Sagrats Cors i l'Associació de Veïns del Secar de la Real van posar a disposició de la justícia la informació que han recollit durant una dècada sobre la decisió d'aixecar l'hospital públic als terrenys de Son Espases. Aquestes dues agrupacions van fer aquest oferiment a la Fiscalia de les Balears amb la finalitat que la seva documentació contribueixi a donar llum a la investigació sobre l'adjudicació de les obres per part del Govern de Jaume Matas. L'any 2006, l'Associació de Veïns de Secar de la Real i Missioners dels Sagrats Cors, van presentar dues sol·licituds de mesures cautelars, una al contenciós contra el Pla Territorial de Mallorca (PTM) i una altra la modificació puntual del Pla General d'Ordenació Urbana (PGOU), i van ser denegades.
Global PM Consultores, l'assessoria escollida el 2006 pel Govern de Jaume Matas per fallar a l'adjudicació de l'hospital públic de Son Espases, també va ser contractada pel mateix Executiu el 2005 per fiscalitzar les obres de construcció del metro de Palma. El Govern del Pacte de Progrés va denunciar, el 2009, a Global PM Consultores davant la fiscalia per, presumptament, desviar 1,3 milions d'euros de fons públics. Global i dues consultores en enginyeria i arquitectura catalanes, estan sent investigades pels fiscals anticorrupció de les Balears. La causa és un presumpte tripijoc del miniconcurs (procediment negociat) organitzat pel Govern, la primavera del 2006, per fitxar un assessor extern que valorés els quatre projectes presentats al concurs per construir Son Espases. Global va cobrar per aquell importantíssim treball tan sols 29.500 euros, va mobilitzar un equip de vuit experts i va subcontractar a Ernst & Young per a les valoracions econòmiques. Segons ha confessat l'exconsellera de Sanitat entre 2003 i 2007, Aina Castillo, el president del Govern Jaume Matas li va donar instruccions, per aquestes dates, perquè es donés la puntuació més gran al grup d'empreses encapçalat per Obrascón-Huarte-Lain (OHL). Global en el seu informe d'avaluació, lliurat al Ibsalut el 19 de juliol del 2006, va concedir la màxima puntuació a OHL, seguida de Dragados que, finalment, va resultar guanyadora, després d'unes noves valoracions efectuades pels col·legis d'Economistes i Enginyers, Camins, Canals i Ports. Segons va denunciar el Govern del Pacte del Progrés, que va succeir a Matas a l'Executiu l'estiu del 2007, Global hauria cobrat dues vegades una mateixa factura per les seves assessories al metro. Global va explicar al Govern del Pacte que no s'havia adonat de la duplicitat de cobraments i es va oferir a compensar el rebut de més amb altres factures pendents.